# جنون آمریکایی
جنون آمریکایی (انگلیسی: American Madness) فیلمی در ژانر درام به کارگردانی فرانک کاپرا است که در سال ۱۹۳۲ منتشر شد.

## بازیگران
- والتر هیوستون
- پت اوبرایان
- کی جانسون
- گوین گوردن
- آرتور هویت
- استرلینگ هالووی
- رابرت الیس
- برتون چرچیل
- کنستانس کامینگز
- رالف لویس
- رابرت اِمِـت اوکانر
- هری تاد
- هری سی. بردلی
- تام دوگِـن